# Resolució 448 del Consell de Seguretat de les Nacions Unides
La Resolució 448 del Consell de Seguretat de les Nacions Unides, fou aprovada el 30 d'abril de 1979, després de recordar resolucions 253 (1968), 403 (1977), 411 (1977), 423 (1978), 424 (1978), 437 (1978) i 445 (1978), el Consell va declarar que les "vergonyoses" eleccions celebrades recentment a Zimbàbue-Rhodèsia pel "règim racista il·legal" eren il·legals i els seus resultats serien nuls i invàlids.
El Consell va continuar afirmant que les eleccions, contràries a les Nacions Unides, no eren un exercici genuí del dret dels ciutadans de Zimbabwe a l'autodeterminació i estaven dissenyades per "perpetuar el govern de la minoria racista blanca".
La resolució 448 va acabar demanant als Estats membres que no reconeguessin els resultats de les eleccions i que seguissin observant les sancions contra la Rhodèsia del Sud.
La resolució va ser aprovada per 12 vots a cap; França, el Regne Unit i els Estats Units es van abstenir de votar.